# Ravanjsko polje
Ravanjsko polje je krško polje u Bosni i Hercegovini.
Administrativno pripada općini Kupres, Hercegbosanska županija. Smješteno je između planina Ravašnice, Ljubuše i Pakline, sjeverno od Tomislavgrada i Duvanjskog polja. Površina Ravanjskog polja iznosi 23 km2. Dugo je 7,5 kilometara i pruža se u pravcu sjeverozapad-jugoistok (dinarski smjer). Od Vukovskog polja na sjeveru je odvojeno Ravanjskim vratima. Na Ravanjskim vratima se nalaze prapovijesna gradina i nekropola stećaka koji su proglašeni nacionalnim spomenikom BiH. Nekropola je uvrštena i na UNESCO-ov popis 30 zaštićenih lokaliteta u Bosni i Hercegovini, Hrvatskoj, Crnoj Gori i Srbiji.
Ravanjsko polje je jedno od najviših i najsušnijih krških polja u Dinaridima. Dno mu se nalazi na 1140 metara nadmorske visine, a polje nije plavljeno ni u najkišovitijim godinama. Kroz Ravanjska vrata iz Vukovskog polja prelazi ponornica Vođenica.